# Бурділс
Бурділс (Bordils) — село в Іспанії, в автономному співтоваристві Каталонії, у провінції Жирона. Муніципалітет займає площу 7,29 км2, а населення у 2014 році становило 1690 осіб. 